# Anolis dollfusianus
Espèce
Synonymes
- Norops dollfusianus (Bocourt, 1873)

Anolis dollfusianus est une espèce de sauriens de la famille des Dactyloidae. 

## Répartition
Cette espèce se rencontre au Guatemala et au Chiapas au Mexique.

## Étymologie
Cette espèce est nommée en l'honneur d'Auguste Dollfus.

## Publication originale
- Bocourt, 1873 : in Recherches Zoologiques pour servir à l'Histoire de la Faune de l'Amérique Centrale et du Mexique. Mission Scientifique au Mexique et dans l'Amérique Centrale, Recherches zoologiques. Part 2, sect. 1. in Duméril, Bocourt & Mocquard, 1870-1909, Études sur les reptiles, vol. 2-15, p. 33-860.